# Adrián (cầu thủ bóng đá)
Adrián San Miguel del Castillo (phát âm tiếng Tây Ban Nha: [aˈðɾjan san miˈɣel del kasˈtiʎo]; (sinh ngày 3 tháng 1 năm 1987), hay còn gọi là  'Adrián' , là một cầu thủ bóng đá chuyên nghiệp người Tây Ban Nha, chơi ở vị trí thủ môn cho câu lạc bộ Betis đang chơi ở La Liga.
Adrián bắt đầu sự nghiệp thi đấu với đội bóng Tây Ban Nha Real Betis, ban đầu với đội trẻ của câu lạc bộ, trước khi ra mắt với đội chính vào năm 2012; anh cũng được cho mượn bởi câu lạc bộ Alcalá và Utrera trong giai đoạn này. Năm 2013, anh chuyển đến Anh, gia nhập West Ham United. Sau đó, anh đã ký hợp đồng với Liverpool vào năm 2019.

## Sự nghiệp câu lạc bộ

### Betis

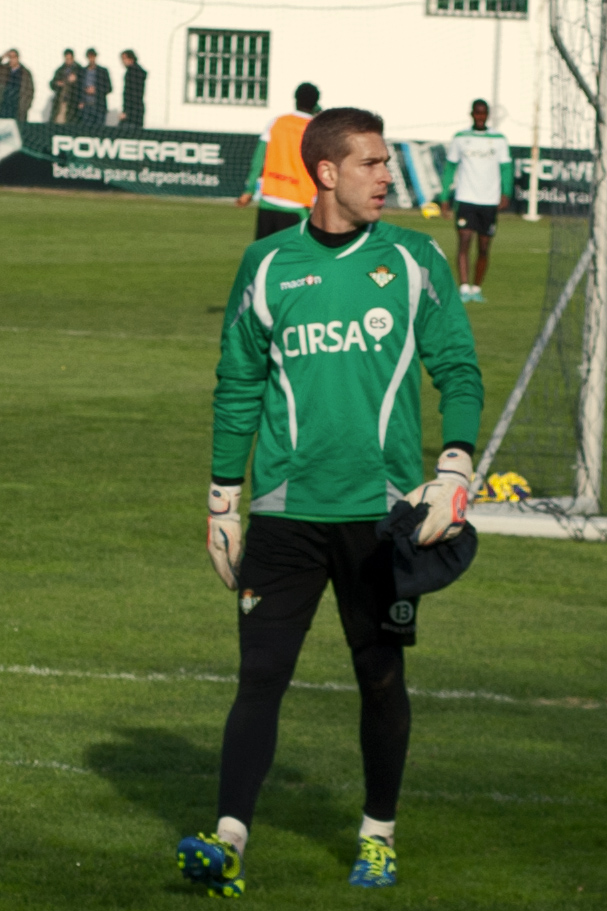
Adrián được đào tạo bởi Real Betis năm 2013

Sinh ra ở Seville, Andalusia, Adrián chơi ở vị trí tiền đạo và tiền vệ cánh cho CD Altair cho đến 10 tuổi, khi thủ môn trước đó rời đi và anh đổi vị trí thành thủ môn. Sau đó anh ấy đã ký hợp đồng với Real Betis.
Adrián đã trải qua hai mùa giải đầu tiên của mình với đội C và năm mùa giải nữa với đội dự bị ở giải Segunda División B. Anh cũng được cho Alcalá mượn năm 2008 và Utrera năm 2009. Anh đã được thăng cấp lên đội chính trong năm 2011-12 nhưng vẫn tiếp tục xuất hiện cho đội B. Tuy vậy anh bị chấn thương dây chằng nghiêm trọng vào tháng 11 khiến anh ấy không ra sân trong 5 tháng rưỡi.
Adrián ra mắt La Liga vào ngày 29 tháng 9 năm 2012 trong trận thua 0-4 trước Málaga. Sau khi Casto bị đuổi khỏi sân trong những phút đầu, anh đã vào sân thay thế cầu thủ Salvador Agra và trở thành Cầu thủ của trận đấu. Vẫn trong mùa giải 2012-13, anh có màn trình diễn xuất sắc trong chiến thắng 1-0 trên sân nhà trước Real Madrid vào ngày 24 tháng 11. Sau khi ra mắt, anh tiếp tục bắt đầu 31 trận đấu tiếp theo, giữ sạch lưới 11 trận khi câu lạc bộ kết thúc ở vị trí thứ bảy và đủ điều kiện tham dự UEFA Europa League.

### West Ham United

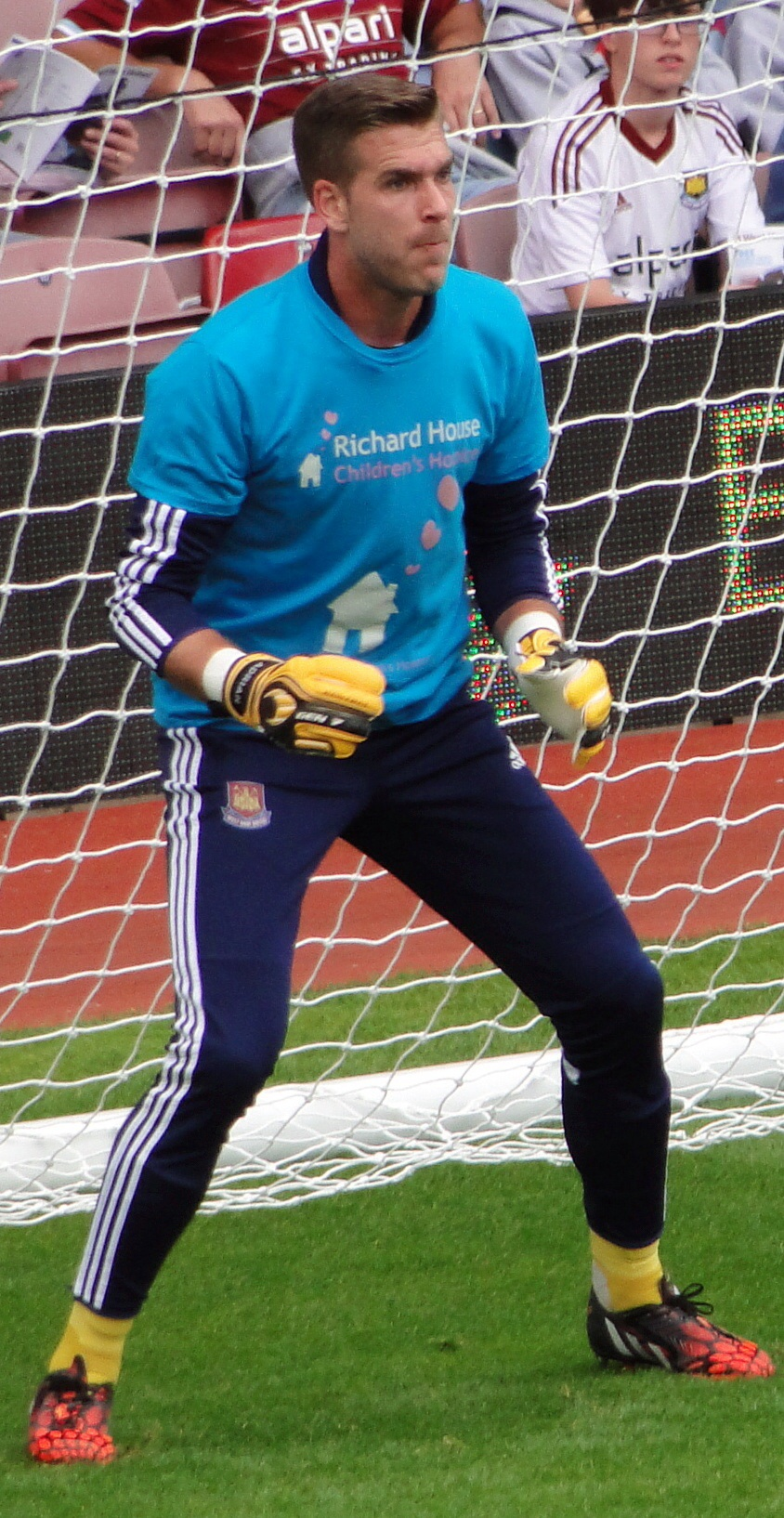
Adrián năm 2014

Được theo dõi khi chơi cho Betis bởi huấn luyện viên West Ham United Sam Allardyce và huấn luyện viên thủ môn Martyn Margetson, Adrián được thuyết phục tham gia câu lạc bộ. Vào ngày 5 tháng 6 năm 2013, anh ta sẽ ký hợp đồng ba năm vào ngày 1 tháng 7 với câu lạc bộ Premier League có tùy chọn gia hạn hợp đồng này thêm hai mùa nữa.
Adrián ra mắt Hammers vào ngày 27 tháng 8 năm 2013 trong chiến thắng 2-1 trên sân nhà trước Cheltenham Town cho mùa giải League Cup. Trong trận đấu, anh phạm lỗi với Jermaine McGlashan để đối phương nhận một quả phạt đền và Matt Richards đã chuyển thành bàn thắng. Giải đấu đầu tiên của anh xuất hiện là vào ngày 21 tháng 12, đội thua 1-3 tại Manchester United.
Vào ngày 11 tháng 1 năm 2014, Adrián giữ sạch lưới Premier League lần đầu tiên của mình, trong chiến thắng 2-0 trên sân khách Cardiff City. Vào ngày 6 tháng 5, anh đã tham dự lễ trao giải của câu lạc bộ và giành được giải "Save of the Season" (Cứu thua của mùa giải) từ một lần cứu thua đội khỏi cú sút của Oscar thuộc Chelsea vào tháng 1. Anh ấy cũng đã giành được giải "Thành tích cá nhân tốt nhất" cho cùng một trận đấu, trong đó anh ấy giữ sạch lưới trong một trận hòa không bàn thắng, cũng như "Bản ký kết của mùa giải". Anh cũng được xướng tên á quân "Hammer of the Year" chỉ thua Mark Noble. Vào cuối mùa giải 2013-14, anh đã trở thành thủ môn lựa chọn đầu tiên của West Ham, thay thế cho đương nhiệm trước đó Jussi Jääskeläinen. Trong loạt sút luân lưu vòng ba FA Cup với Everton vào ngày 13 tháng 1 năm 2015, Adrián đã cứu thua cho đội trước cú sút của Steven Naismith. Mặc dù chưa bao giờ thực hiện một sút penalty trước đây, anh rất tự tin rằng anh sẽ ghi bàn và chiến thắng và đội anh giành thắng lợi 9-8.

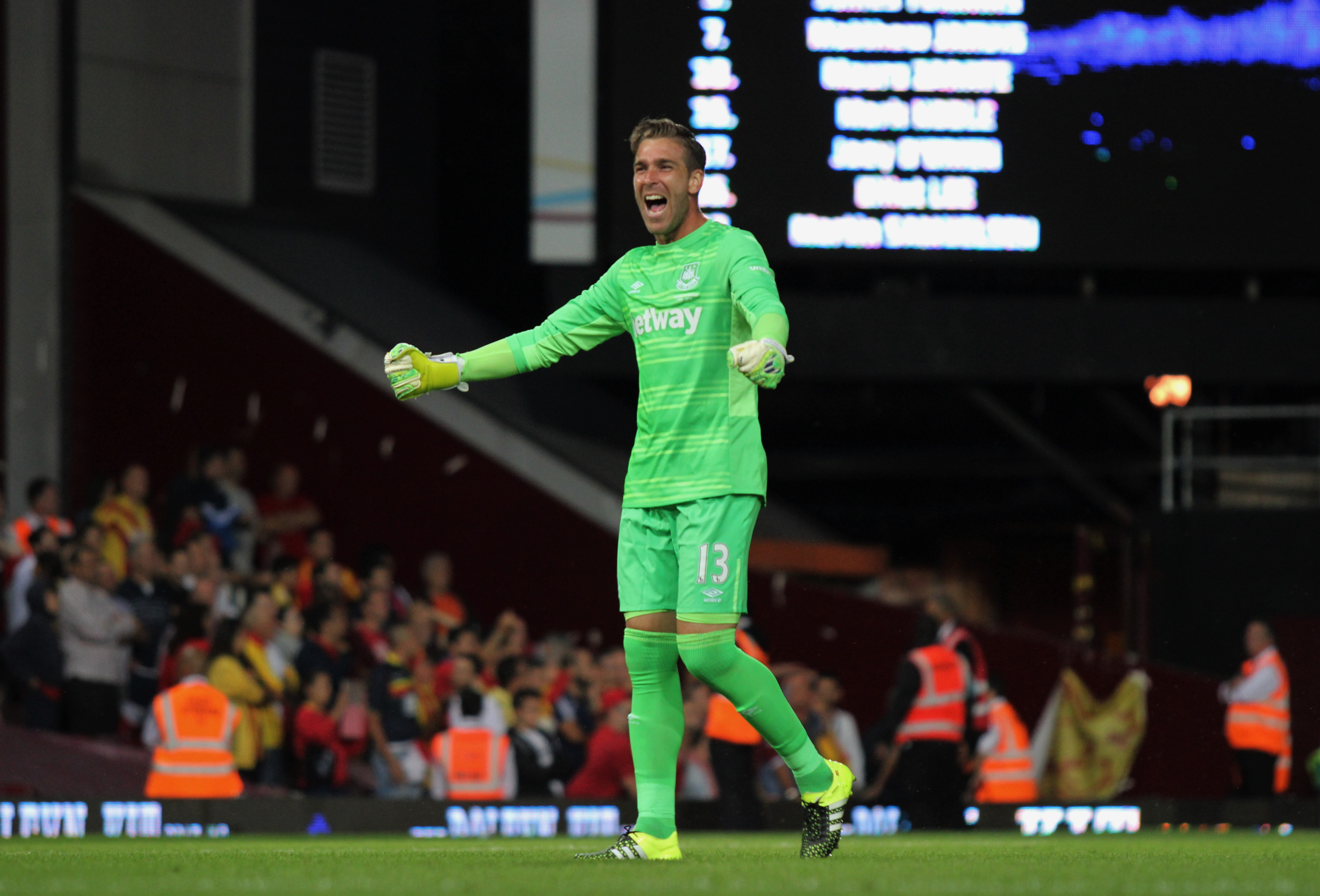
Adrián năm 2015

Vào ngày 11 tháng 11 năm 2015, Adrián đã nhận một thẻ đỏ thẳng trong trận hòa không bàn thắng với Southampton vì xử lý bóng bên ngoài vòng cấm khi bị tạo áp lực bởi Sadio Mané. Việc đình chỉ cho cấm anh thi đấu đã bị FA hủy bỏ, mặc dù West Ham bị buộc tội không kiểm soát các cầu thủ của họ sau vụ việc và bị phạt 30.000 bảng. Anh ấy đã chơi tất cả 38 trận đấu và cả bốn trận đấu tại FA Cup.
Adrián đã nhận một thẻ đỏ thẳng vào phút bù giờ vào cuối trận, thua trên sân nhà với tỷ số 1-2 trước Leicester City vào ngày 15 tháng 8 năm 2015 do phạm lỗi với Jamie Vardy sau khi đá phạt góc. Vào tháng 10 năm 2015, anh đã ký hợp đồng hai năm mới thêm hai năm nữa, giữ anh ở câu lạc bộ cho đến năm 2017. Anh được West Ham cho ra sân vào cuối mùa giải 2018-19. Trận đấu cuối cùng của Adrián diễn ra vào ngày 26 tháng 1 năm 2019 trong trận thua 4-2 trước AFC Wimbledon tại FA Cup. Anh đã chơi 150 trong tất cả các trận cho West Ham nhưng chỉ có mùa giải cuối cùng của anh ấy vị trí thủ môn bị chiếm bởi Łukasz Fabiański.

### Liverpool

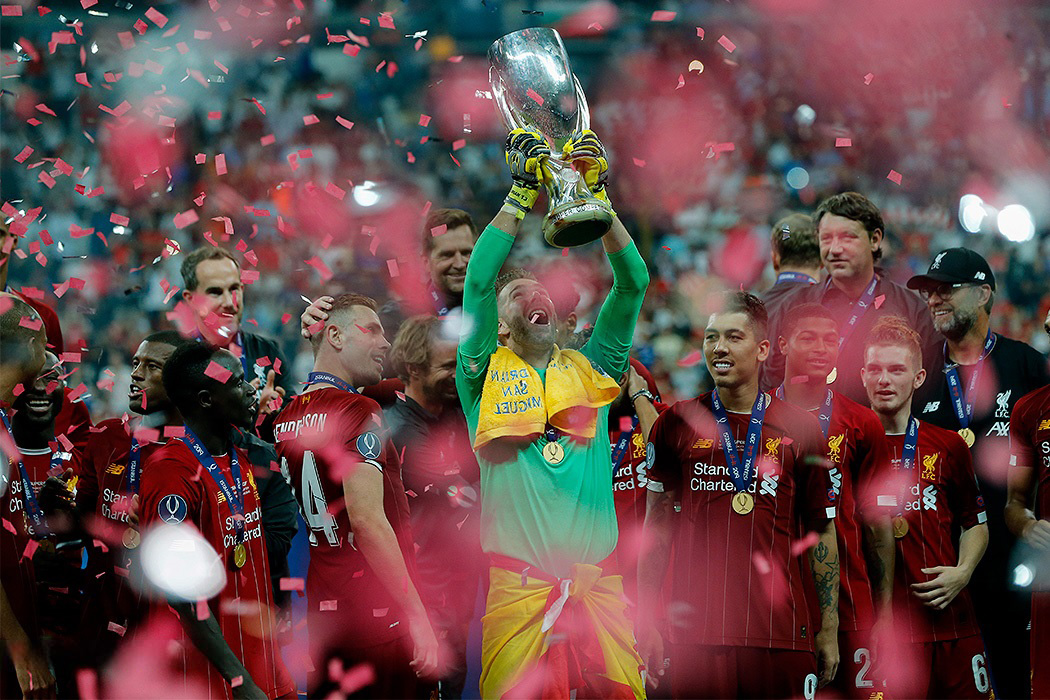
Adrián nâng cao Siêu cúp châu Âu 2019, chiếc cúp đầu tiên trong sự nghiệp của anh.

Vào ngày 5 tháng 8 năm 2019, có thông báo rằng Adrián đã ký hợp đồng với Liverpool theo dạng chuyển nhượng tự do. Anh ra mắt câu lạc bộ vào ngày 9 tháng 8 trong chiến thắng 4-1 trước Norwich City, khi anh vào sân thay cho đồng nghiệp Alisson bị chấn thương ở phút 39.
Ngày 14 tháng 8, Adrián bắt chính trận tranh siêu cúp châu Âu 2019. Trên loạt luân lưu, anh xuất sắc cản phá thành công quả sút phạt đền của Tammy Abraham giúp Liverpool giành chiếc cúp đầu tiên của họ trong mùa giải 2019-20.
Adrian có lần đầu tiên ra sân tại Champions League trong trận gặp Napoli tại Sân vận động San Paolo vào ngày 17 tháng 9. Mặc dù anh đã có một pha cứu thua đáng chú ý từ cú dứt điểm Dries Mertens nhưng chung cuộc anh vẫn phải nhận thất bại đầu tiên trong màu áo Lữ đoàn đỏ khi Liverpool thất thủ 0-2.
Trong trận đấu với Atlético Madrid, Adrián đã mắc 2 sai lầm nghiêm trọng khiến Liverpool bị loại khỏi cuộc chơi từ vòng 16 đội.

## Sự nghiệp quốc tế
Vào ngày 26 tháng 8 năm 2016, Adrián đã được đưa vào đội hình chính của Tây Ban Nha bởi HLV mới Julen Lopetegui cho các trận đấu với Bỉ và Liechtenstein.

## Thống kê sự nghiệp
Tính đến ngày 5 tháng 10 năm 2019
| Câu lạc bộ          | Mùa giải            | Giải đấu            | Giải đấu | Giải đấu | Cúp quốc gia | Cúp quốc gia | Cúp liên đoàn | Cúp liên đoàn | Châu Âu | Châu Âu | Khác | Khác | Tổng cộng | Tổng cộng |
| Câu lạc bộ          | Mùa giải            | Hạng                | Trận     | Bàn      | Trận         | Bàn          | Trận          | Bàn           | Trận    | Bàn     | Trận | Bàn  | Trận      | Bàn       |
| ------------------- | ------------------- | ------------------- | -------- | -------- | ------------ | ------------ | ------------- | ------------- | ------- | ------- | ---- | ---- | --------- | --------- |
| Real Betis C        | 2006-07             | Khu vực ưu tiên     | 13       | 0        | —            | —            | —             | —             | —       | —       | —    | —    | 13        | 0         |
| Real Betis C        | 2007-08             | Khu vực ưu tiên     | 10       | 0        | —            | —            | —             | —             | —       | —       | —    | —    | 10        | 0         |
| Real Betis C        | Tổng cộng           | Tổng cộng           | 23       | 0        | —            | —            | —             | —             | —       | —       | —    | —    | 23        | 0         |
| Real Betis B        | 2007-08             | Segunda División B  | 3        | 0        | —            | —            | —             | —             | —       | —       | —    | —    | 3         | 0         |
| Real Betis B        | 2008-09             | Segunda División B  | 14       | 0        | —            | —            | —             | —             | —       | —       | —    | —    | 14        | 0         |
| Real Betis B        | 2009-10             | Segunda División B  | 12       | 0        | —            | —            | —             | —             | —       | —       | —    | —    | 12        | 0         |
| Real Betis B        | 2010-11             | Segunda División B  | 22       | 0        | —            | —            | —             | —             | —       | —       | 2    | 0    | 24        | 0         |
| Real Betis B        | 2011-12             | Segunda División B  | 11       | 0        | —            | —            | —             | —             | —       | —       | —    | —    | 11        | 0         |
| Real Betis B        | Tổng cộng           | Tổng cộng           | 62       | 0        | —            | —            | —             | —             | —       | —       | 2    | 0    | 64        | 0         |
| Alcalá (mượn)       | 2007-08             | Tercera División    | 5        | 0        | 0            | 0            | —             | —             | —       | —       | —    | —    | 5         | 0         |
| Utrera (mượn)       | 2008-09             | 1ª Andaluza         | 13       | 0        | 0            | 0            | —             | —             | —       | —       | —    | —    | 13        | 0         |
| Real Betis          | 2012-13             | La Liga             | 32       | 0        | 0            | 0            | —             | —             | —       | —       | —    | —    | 32        | 0         |
| West Ham United     | 2013-14             | Premier League      | 20       | 0        | 1            | 0            | 5             | 0             | —       | —       | —    | —    | 26        | 0         |
| West Ham United     | 2014-15             | Premier League      | 38       | 0        | 4            | 0            | 0             | 0             | —       | —       | —    | —    | 42        | 0         |
| West Ham United     | 2015-16             | Premier League      | 32       | 0        | 0            | 0            | 1             | 0             | 3       | 0       | —    | —    | 36        | 0         |
| West Ham United     | 2016-17             | Premier League      | 16       | 0        | 1            | 0            | 1             | 0             | 1       | 0       | —    | —    | 19        | 0         |
| West Ham United     | 2017-18             | Premier League      | 19       | 0        | 0            | 0            | 3             | 0             | —       | —       | —    | —    | 22        | 0         |
| West Ham United     | 2018-19             | Premier League      | 0        | 0        | 2            | 0            | 3             | 0             | —       | —       | —    | —    | 5         | 0         |
| West Ham United     | Tổng cộng           | Tổng cộng           | 125      | 0        | 8            | 0            | 13            | 0             | 4       | 0       | —    | —    | 150       | 0         |
| Liverpool           | 2019-20             | Premier League      | 8        | 0        | 0            | 0            | 0             | 0             | 2       | 0       | 1    | 0    | 11        | 0         |
| Tổng cộng sự nghiệp | Tổng cộng sự nghiệp | Tổng cộng sự nghiệp | 268      | 0        | 8            | 0            | 13            | 0             | 6       | 0       | 3    | 0    | 298       | 0         |

1. ↑  Các trận ở Segunda División B play-offs
2. 1 2  Các trận ở UEFA Europa League
3. ↑  Các trận ở UEFA Champions League
4. ↑  Các trận ở UEFA Super Cup

## Thống kê danh hiệu
Liverpool
- Premier League: 2019–20
- FA Cup: 2021–22
- EFL Cup: 2021–22, 2023–24
- FA Community Shield: 2022
- UEFA Super Cup: 2019
- FIFA Club World Cup: 2019